# Samia Halaby
Samia Halaby (en àrab: حلبي سامية, nascuda a Jerusalem, Palestina, el 12 de desembre de 1936) és una artista plàstica i investigadora palestino-nord-americana que resideix a Nova York. És considerada una figura destacada mundialment de l'art abstracte i digital en moviment, atès que va col·laborar amb artistes musicals, els temes dels quals va transformar en obres d'art mitjançant un ordinador davant d'un públic en directe. També ha donat suport a la causa palestina i ha defensat el dret al retorn al llarg de la seva carrera. Per motiu de les seves publicacions en xarxes socials vinculades amb el conflicte entre Israel i Gaza, la primera exposició retrospectiva nord-americana de Samia Halaby va ser cancel·lada el gener del 2024 per part de responsables de la Universitat d'Indiana.

## Trajectòria professional
Es va traslladar de Palestina al Líban després de la Nakba el 1948. Posteriorment va emigrar amb la seva família als Estats Units el 1951 per establir-s'hi. Des del començament de la seva carrera artística a principis de la dècada de 1960, va exhibir la seva obra en exposicions artístiques a diversos llocs dels Estats Units, Europa, Àsia i Amèrica del Sud. Les exposicions més importants es troben al Museu Solomon R. Guggenheim a Nova York, al Museu Britànic a Londres, a l'Institut del Món Àrab (IMA) a París i a l'Institut d'Art de Chicago.
Samia Halaby es va formar als Estats Units i és reconeguda com una activista als cercles acadèmics nord-americans, on va instruir art a nivell universitari durant disset anys. Així mateix, durant deu anys va ensenyar com a professora a la Yale School of Art, l'escola d'art de la Universitat Yale, entre el 1972 i el 1981, on es va convertir en la primera dona a ocupar el càrrec de professora titular. A més, va impartir docència a la Universitat de Hawaii (UH), la Universitat Estatal de Míchigan (MSU, en les sigles en anglès) i l'Institut d'Art de Kansas City (KCAI, en les sigles en anglès).
Es va establir a Nova York a la dècada dels setanta i va estar activa durant molt de temps a l’escena cultural de la ciutat mitjançant espais artístics independents i sense ànim de lucre, així com en iniciatives dirigides per artistes. A més, va contribuir a fer que l'esquerra política s'organitzés en defensa de diverses causes, especialment la qüestió palestina.
Per la seva carrera professional, va ser classificada per la revista Arabian Business durant diversos anys (2014-2018) entre les cent dones àrabs més influents del món.